# St Peter's College (Auckland)

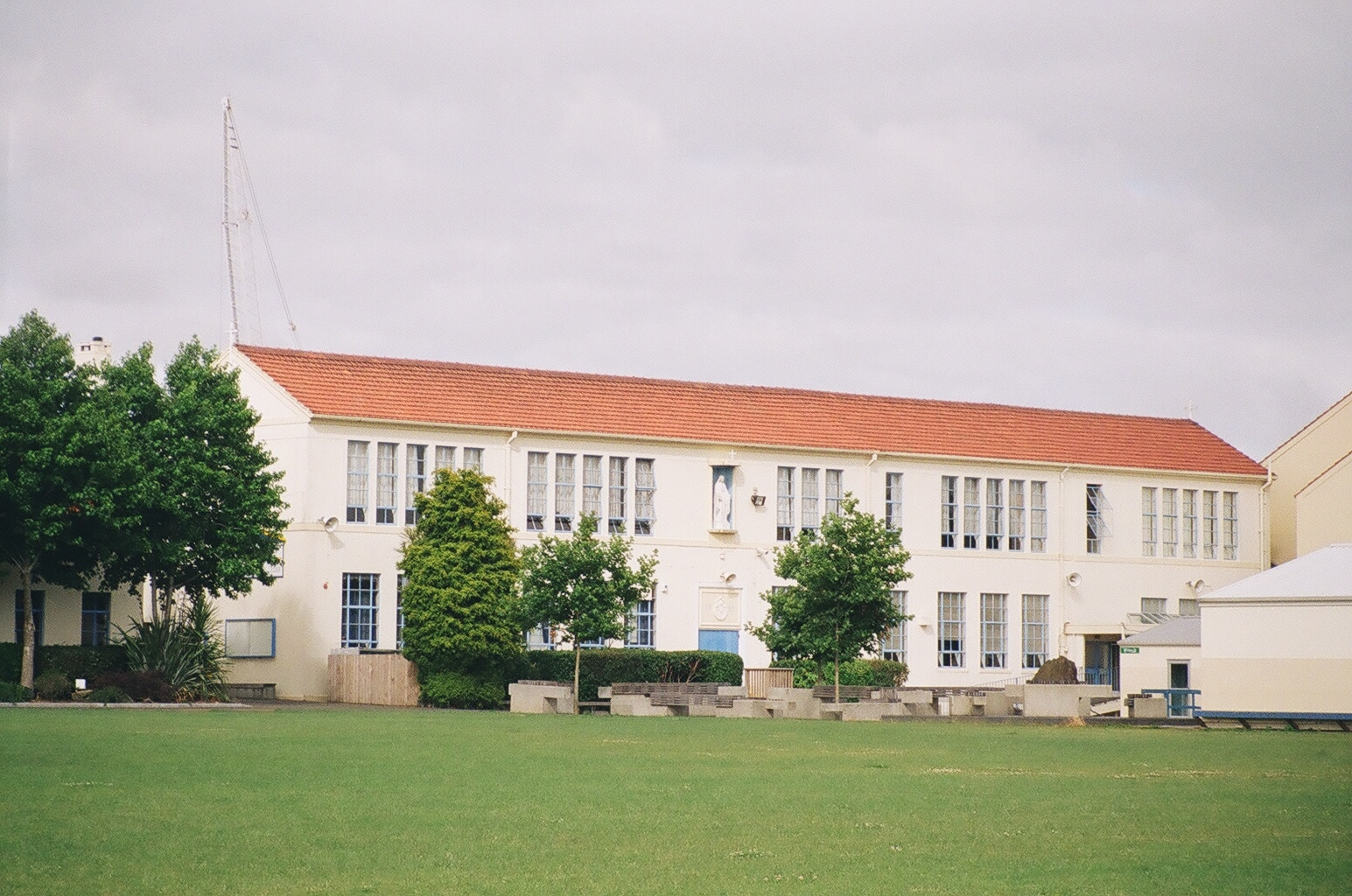
Kāreti o Hato Pita, Tāmaki-makau-rau

St Peter's College (Auckland) este un liceu de Catolic pentru băieți în Noii Zeelande, Auckland. Ciclul de învățământ cuprinde clasele a VII-a — a XIII-a. Această instituție este una dintre cele mai mari Catolic școli din Noua Zeelandă (1200 elev).

## web site
St Peter's College (Auckland)